# Крутец (Земетчинский район)
Крутец — село в Земетчинском районе Пензенской области России, входит в состав Пролетарского сельсовета.

## География
Село расположено на берегу реки Крутец (приток Рянзы) в 15 км на запад от районного центра посёлка Земетчино.

## История
Деревня Крутец основана до 1745 г. Александром Львовичем Нарышкиным на ручье Крутец. В конце XIX — начеле XX веков входила в состав Раевской волости Моршанского уезда Тамбовской губернии. Перед отменой крепостного права показано имении графини Софьи Львовны Шуваловой. В 1881 г. у крестьян деревни на 137 дворов имелось 794 десятины надельной земли, 420 дес. брали в аренду, насчитывалось 274 рабочих лошади, 142 коровы, 869 овец, 234 свиньи, в 14-ти дворах занимались пчеловодством (225 ульев), 27 садов (387 деревьев). В 1913 г. в селе церковноприходская школа. 
С 1928 года село входило в состав Голодаевского сельсовета Земетчинского района Тамбовского округа Центрально-Чернозёмной области (с 1939 года — в составе Пензенской области). В 1934 г. – 244 хозяйства, центральная усадьба колхоза «Искра», в который входил ряд окрестных мелких поселков. В 1955 г. – в составе Лесного сельсовета, центральная усадьба колхоза «Искра». В 1980-е гг. — село в составе Рянзенского сельсовета, с 2010 года — в составе Пролетарского сельсовета.
На 1 января 2004 года на территории села действовало 18 хозяйств, 35 жителей.

## Население
| 1862 | 1877 | 1881 | 1897  | 1913  | 1926  | 1934  |
| ---- | ---- | ---- | ----- | ----- | ----- | ----- |
| 619  | ↗792 | ↗986 | ↗1062 | ↗1544 | ↘1435 | ↘1033 |
| 1959 | 1979 | 1989 | 1996  | 2002  | 2010  |       |
| ↘537 | ↘187 | ↘89  | ↘82   | ↘37   | ↘21   |       |